# Park Wiatrowy Tymień

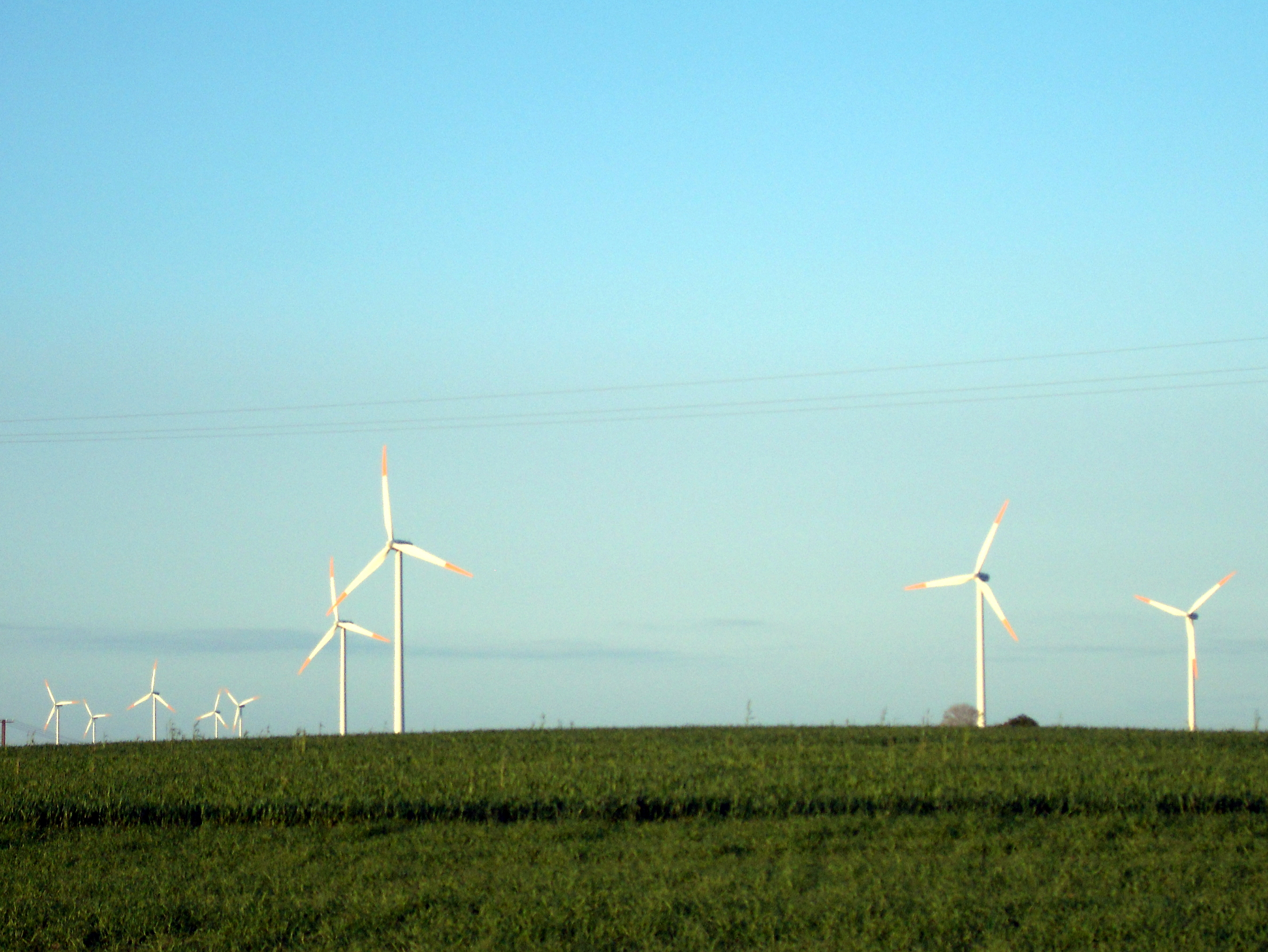
Widok parku wiatrowego z Rusowa

Park Wiatrowy Tymień – zespół elektrowni wiatrowych zlokalizowanych w okolicach miejscowości Tymień koło Kołobrzegu, w województwie zachodniopomorskim, w powiecie koszalińskim, w gminie Będzino.

## Historia
Lokalizację tego typu elektrowni planowano tu od roku 1999, jednak przygotowania do rozpoczęcia inwestycji trwały ponad 4 lata. Kamień węgielny pod budowę wmurowano latem 2005, a 8 maja 2006 roku nastąpiło jej otwarcie. Zlokalizowana została na terenie byłego PGR; wybudowała ją polska spółka – EEZ, spółka zależna amerykańskiej Invenergy Wind Europe. Wybudowanie elektrowni było możliwe dzięki grantowi Ministerstwa Gospodarki i Pracy, EkoFunduszu i kredytowi z Banku Ochrony Środowiska.
Koszt inwestycji zamknął się kwotą 235 mln zł, a odbiorcą energii jest Zakład Energetyczny Koszalin wchodzący w skład koncernu ENERGA. Do 2008 roku była to największa elektrownia wiatrowa w kraju, z mocą do 50 MW, większa niż otwarta w 2003 farma wiatrowa w Zagórzu koło Wolina o mocy 30 MW. Obecnie największy park wiatrowy w Polsce to Farma wiatrowa w Margoninie o mocy 120 MW (60 turbin, każda o mocy 2,0 MW), zrealizowana przez firmę Neolica Polska Sp. z o.o. należąca do koncernu Energias de Portugal (EdP).

## Dane techniczne
- liczba wiatraków: 24
- moc zainstalowana: 48 MW
- turbiny: Vestas V80 o mocy 2,0 MW każda
- wysokość kolumny: 100 m
- średnica wirnika: 80 m
- odbiór energii: ENERGA przez stację transformatorową 20/110 kV w Tymieniu i linię 110 kV Tymień-Dunowo

## Opis
Konstrukcja wiatraków zoptymalizowana jest pod kątem wydajności w szerokim zakresie warunków wietrznych oraz niskiej emisji fal dźwiękowych. Turbiny mają sterowany mikroprocesorowo system regulacji kąta nachylenia łopat w zależności od prędkości napływającego strumienia powietrza. Szacuje się, że moc maksymalna turbin osiągana jest przy wietrze o prędkości około 12 m/s. Typowe warunki w Tymieniu: na wysokości 100 m prędkość wiatru wynosi 7,3-7,4 m/s. Każda z turbin jest zabezpieczona odgromowo od końcówek łopat do podstawy wieży.
Budowa elektrowni nie wzbudziła protestów mieszkańców; inwestor zobowiązał się w miarę możliwości zatrudnić pracowników spośród miejscowej ludności .